# هيو مورغان (مهندس)
هيو مورغان (بالإنجليزية: Hugh Morgan)‏ هو شخصية أعمال ومهندس أسترالي، ولد في 9 سبتمبر 1940.